# Tista
Tista (anglicky Teesta River, bengálsky তিস্তা) je řeka ve státech Sikkim a Západní Bengálsko v severovýchodní Indii a v Bangladéši. Je 470 km dlouhá. Povodí má rozlohu 12 000 km².

## Průběh toku
Odtéká z mýty opředeného jezera Cho Lhamu, které leží v nadmořské výšce 5330 m pod ledovcem Tista ve Velkém Himálaji. Na horním toku protéká v hluboké soutěsce a pod městem Kalimpong vtéká do Indoganžské roviny, kde vytváří obrovský kužel naplavenin. Je to pravý přítok Brahmaputry.

## Vodní režim
Průměrný roční průtok vody je 1000 m³/s. Vyšší vodnosti dosahuje v červenci a v srpnu a většinou je doprovázena pustošivými povodněmi. Řeka se rozlévá do okolí a v důsledku těchto záplav často mění na dolním toku koryto.

## Využití
Na rovině je splavná. V údolí leží indická města Kalimpong a Džalpaiguri.